# Évariste Sanchez-Palencia
Pour les articles homonymes, voir Palencia et Sanchez.
Évariste (Enrique) Sanchez-Palencia, né en 1941 à Madrid, est un chercheur français en mécanique théorique, mathématiques appliquées et épistémologie.

## Biographie
Directeur de recherche émérite au CNRS, il est membre de l'Académie des sciences depuis le 12 novembre 2001.
Il est membre du conseil d'administration de l'Union rationaliste.
Le 1er mai 2017, il signe avec d'autres scientifiques un texte appelant à voter en faveur d'Emmanuel Macron lors du second tour de l'élection présidentielle de 2017, afin de « barrer la route au pire », représenté par Marine Le Pen.

## Thèmes principaux de recherche
- 1970-1985: Méthode d’homogénéisation en milieux continus à structure fine.
- 1985-2010: Étude asymptotique et calcul numérique des coques élargies très minces
- Depuis 2005: Épistémologie sur les axes :
  - Caractère essentiellement approché et évolutif de la connaissance scientifique.
  - La théorie des systèmes dynamiques donne une base intelligible au mouvement dialectique de la nature (interaction dynamique, aspects constructifs de l'évolution, etc.)

## Distinctions et prix
- 1981: Médaille d'argent du CNRS (sciences physiques pour l'ingénieur).
- 1987: Élu membre correspondant de l'Académie des sciences (section des sciences mécaniques).
- 1995: Prix de l'Institut français du pétrole, décerné par l'Académie des sciences.
- 2001 : Élu membre titulaire de l'Académie des sciences[3].

## Publications

### Mécanique et mathématiques
- Non homogeneous media and vibration theory, Lecture notes in Physics 127, Springer, Berlin, 398 pages, 1980. Traduit en russe, MIR, 1984
- Computation of singular solutions in elliptic problems and elasticity, avec Dominique Leguillon, Éditions Masson, John Wiley, Paris, New York, 200 pages, 1987.
- Vibration and coupling of continuous systems. Asymptotic methods, avec Jacqueline Sanchez-Hubert, Springer, Berlin, 421 pages, 1989.
- Introduction aux méthodes asymptotiques et à l'homogénéisation. Application à la mécanique des milieux continus, avec J. Sanchez-Hubert, pour la maîtrise, dirigée par P. G., Éditions Masson, Paris, 266 pages, 1992.
- Coques élastiques minces: propriétés asymptotiques, avec J. Sanchez-Hubert, Éditions Masson, Paris, 376 pages, 1997.
- Singular problems in shell theory. Computing and asymptotics, avec Olivier Millet et Fabien Béchet, Springer, Berlin, Heidelberg, 265 pages, 2010.

### Epistémologie et histoire des sciences
- Promenade dialectique dans les sciences, Hermann, 476 pages, 2012.  (ISBN 978-2705682729), traduit en espagnol, Ed.univ.Cantabria 2015 ; traduit en italien, UNICOPLI, 2018; traduit en anglais, KDP, 2023 (Dialectic walk in the sciences,  (ISBN 979-8857033609)).
- Science et culture. Repères pour une culture scientifique commune, avec Jean-Pierre Kahane, Jacques Haissinsky et Hélène Langevin-Joliot, Editions Apogée/Espace des sciences, Rennes, 160 pages, 2015.  (ISBN 978-2-84398-473-0)

### Epistémologie et systèmes dynamiques
- Dialectique dans les sciences et systèmes dynamiques, avec Jean-Pierre Françoise, Le temps des Cerises (publishers), Essais Scientifiques, 240 pages, Janvier 2023,  (ISBN 9782370712592),

### Articles
- Paradoxes du camouflage et vulnérabilité aux prédateurs, commentaire sur la causalité, Pratiques scientifiques et épistémologie.
- Remarques sur science et croyance, Libres propos d'Académiciens.
- Remarques sur la causalité biologique, Libres propos d'Académiciens.
- Risques, principe de précaution et consorts, Libres propos d'Académiciens.
- Culture, progrès scientifique et convictions, Libres propos d'Académiciens.
- Recherche et volontarisme, le rendez-vous manqué du 4 juillet 1976, Libres propos d'Académiciens.
- Le dilemme du prisonnier revisité et la méthode dialectique, Libres propos d'Académiciens.
- Poincaré et le chaos déterministe, Évolution des disciplines et histoire des découvertes.
- Recherche et enseignement en captivité, Leray à Edelbach, Évolution des disciplines et histoire des découvertes.
- La découverte de Neptune et le fiasco de Vulcain, Évolution des disciplines et histoire des découvertes.
- Maxwell, Hertz et l'électromagnétisme, Évolution des disciplines et histoire des découvertes[4].